# Красный Муравей
Кра́сный Мураве́й (баш. Красный Муравей) — деревня в Белокатайском районе Республики Башкортостан Российской Федерации. Входит в состав Атаршинского сельсовета. 

## География

### Географическое положение
Расстояние до:
- районного центра (Новобелокатай): 19 км,
- центра сельсовета (Атарша): 4 км,
- ближайшей ж/д станции (Ункурда): 56 км.

## Население
| 2002 | 2009 | 2010 |
| ---- | ---- | ---- |
| 49   | ↘43  | ↘41  |

### Национальный состав
Согласно переписи 2002 года, преобладающая национальность — башкиры (84 %).